# Киаравале
Киарава̀ле (на италиански: Chiaravalle) е град и община в Централна Италия, провинция Анкона, регион Марке. Разположен е на 22 m надморска височина. Населението на общината е 14 862 души (към 2013 г.).
Тук се е родила в 31 август 1870 г. Мария Монтесори.